# Lepomis symmetricus
A Lepomis symmetricus a sugarasúszójú halak (Actinopterygii) osztályának sügéralakúak (Perciformes) rendjébe, ezen belül a díszsügérfélék (Centrarchidae) családjába tartozó faj.

## Előfordulása
A Lepomis symmetricus előfordulási területe az észak-amerikai kontinensen van. Az Amerikai Egyesült Államok egyik endemikus hala.

## Megjelenése
Ez a hal általában 5 centiméter hosszú, azonban 9 centiméteresre is megnőhet.

## Életmódja
Édesvízi halfaj, amely az iszapos és homokos mederfenék közelében él. A vízinövényzettel dúsan benőtt részeket kedveli. A fiatal Lepomis symmetricus kagylósrákokkal (Ostracoda), felemáslábú rákokkal (Amphipoda) és ágascsápú rákokkal (Cladocera), valamint kétszárnyú (Diptera) és szitakötő (Odonata) lárvákkal táplálkozik. A felnőtt is ezeket fogyasztja, azonban étrendjét kiegészíti csigákkal és vízi, illetve repülő rovarokkal.
Legfeljebb 3 évig él.